# تيزيانو فيرو
تيزيانو فيرو (بالإيطالية: Tiziano Ferro)‏ هو مغني إيطالي ولد في 21 فبراير 1980.

## روابط خارجية
تيزيانو فيرو على موقع IMDb (الإنجليزية)
- تيزيانو فيرو على موقع روتن توميتوز (الإنجليزية)
- تيزيانو فيرو على موقع ميوزك برينز (الإنجليزية)
- تيزيانو فيرو على موقع أول ميوزيك (الإنجليزية)
- تيزيانو فيرو على موقع ديسكوغز (الإنجليزية)